# Opel Corsa

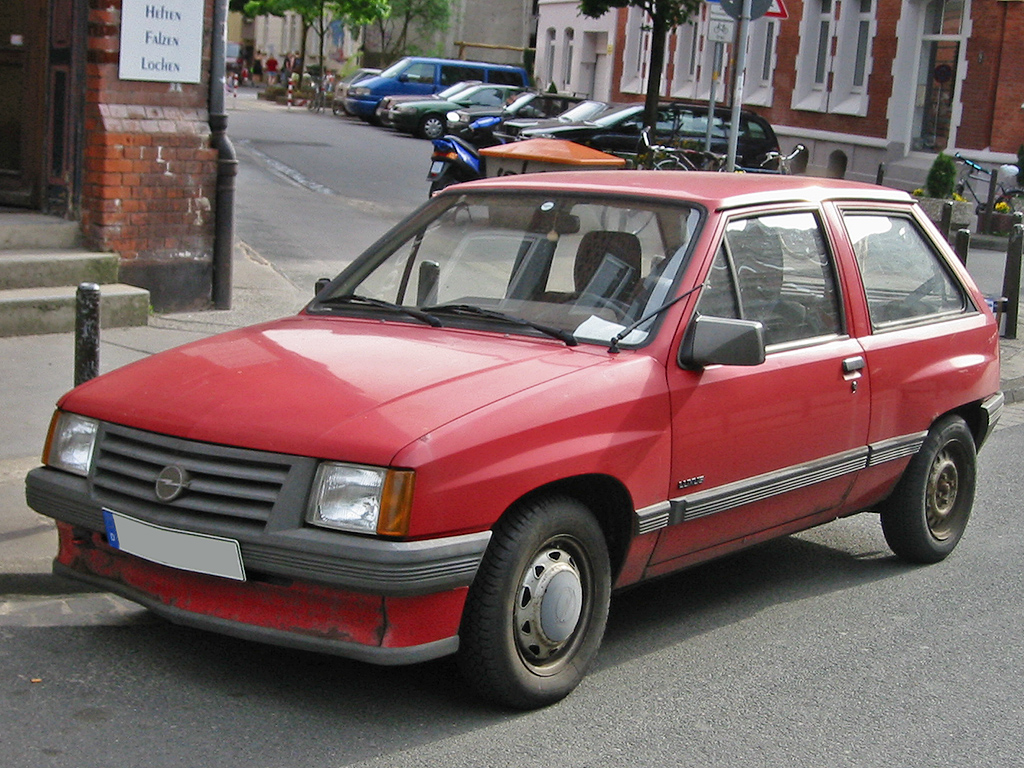
Opel Corsa A

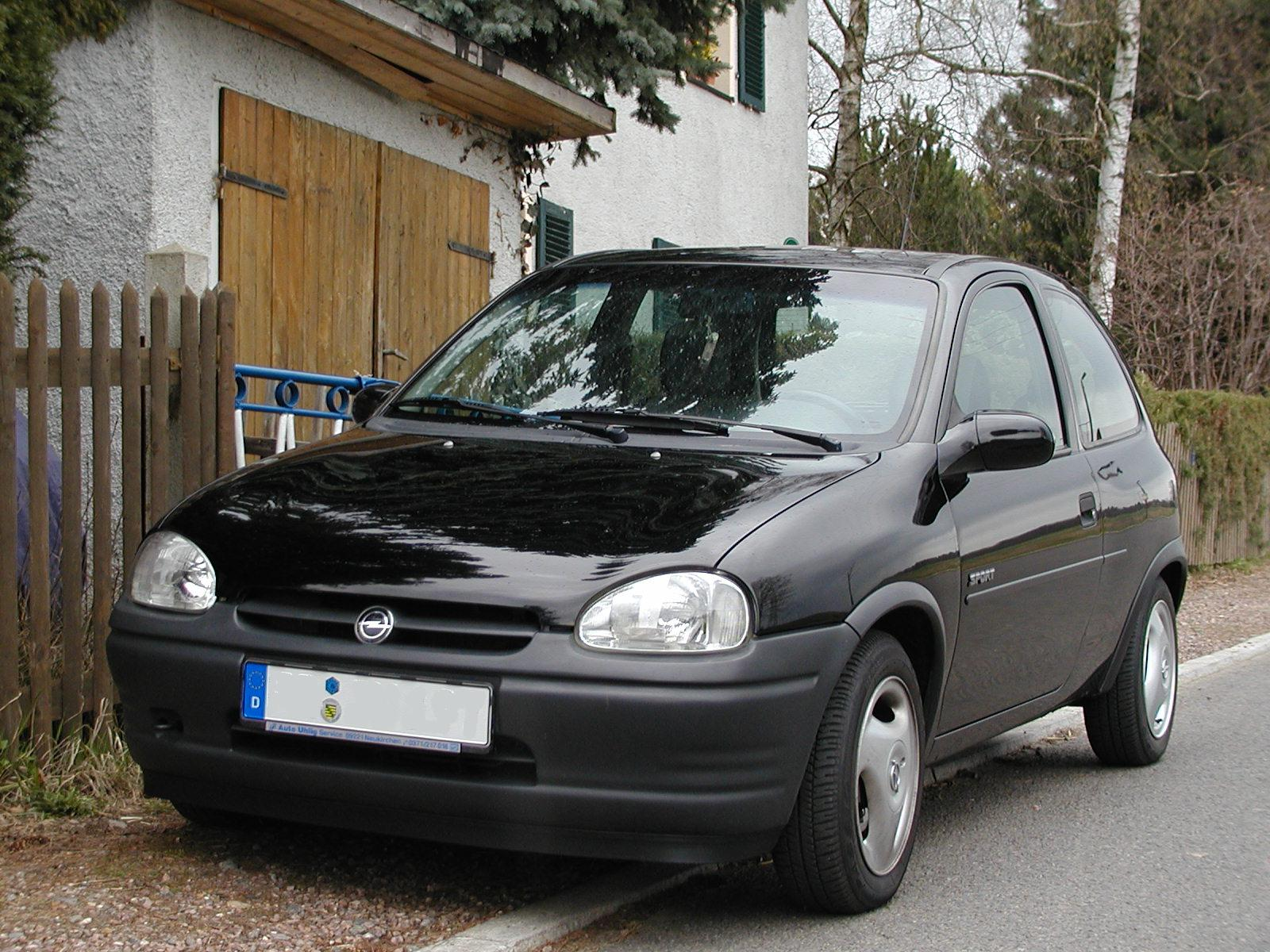
1994 Opel Corsa B Sport

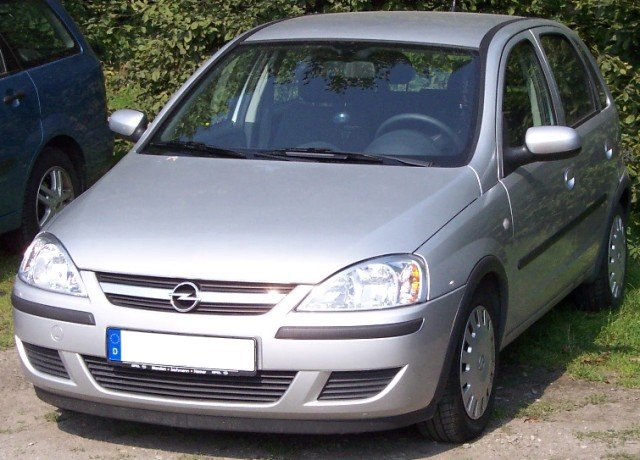
2004 Opel Corsa C

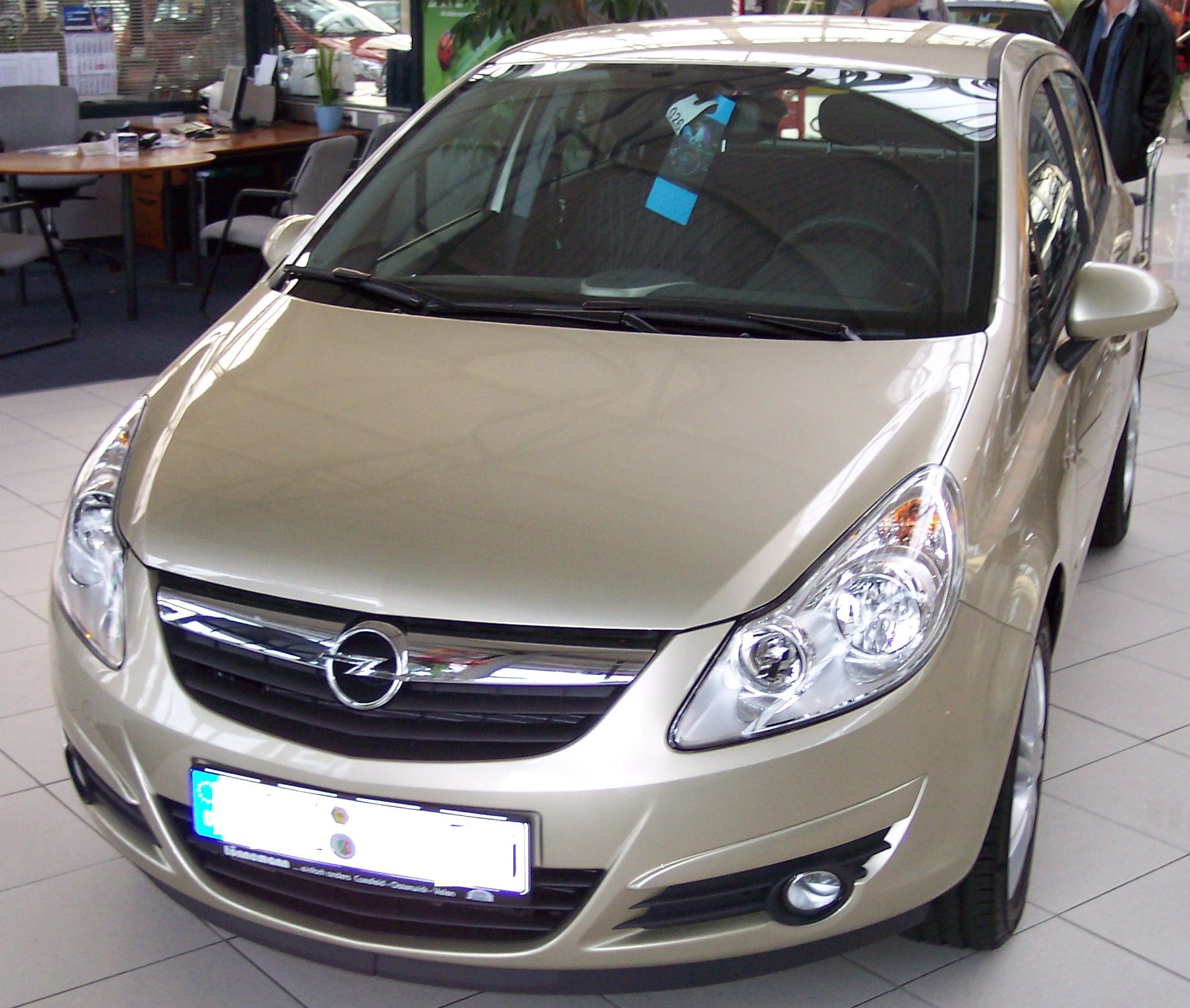
2006 Opel Corsa D

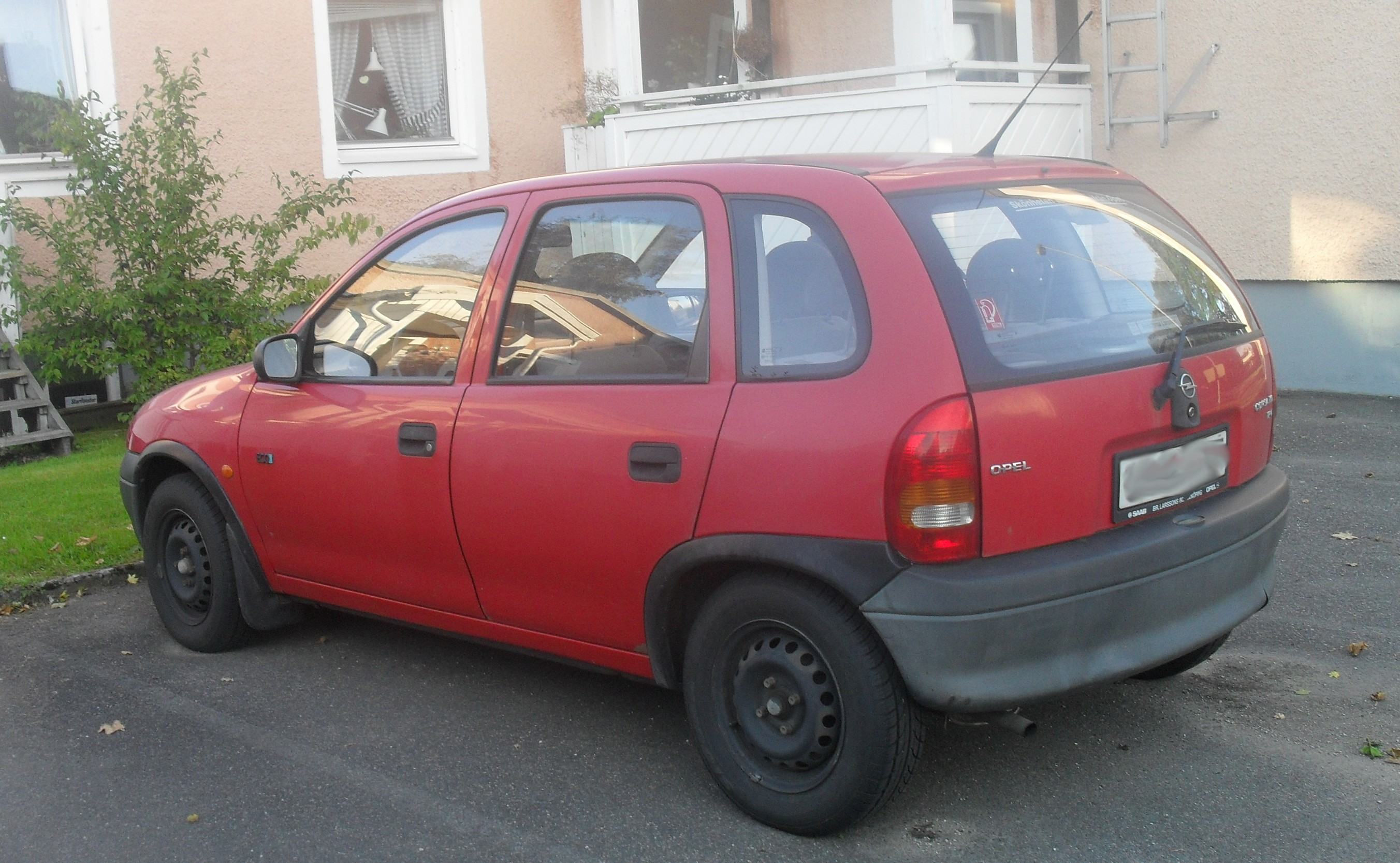
Opel Corsa.

Corsa är en småbil producerad av Opel (Adam Opel GmbH) i Europa. Corsa säljs även under ett antal olika namn i flera länder runt om i världen.

## Corsa A
Den första generationen, Corsa A, debuterade 1983 och delade teknik med Kadett D som var den första framhjulsdrivna Opelmodellen. Den tillverkades i Zaragoza i Spanien. Modellen erbjöds som tre- eller femdörrars halvkombi, liksom som två- eller fyradörrars sedan. Modellen fick en ansiktslyftning 1990 med nya lyktor, strålkastare och stötfångare och avlöstes 1993 i och med introduktionen av Corsa B.

## Corsa B
Vid introduktionen våren 1993 såldes modellen med tre bensinmotorer på mellan 1,2 och 1,6 liters slagvolym, samt en turbodieselmotor på 1,5 liter. I samband med en ansiktslyftning hösten 1997 kompletterades dessa av en trecylindrig 1,0 liters bensinmotor, kallad Eco. I Europa fanns modellen endast som halvkombi med tre eller fem dörrar, men i Sydamerika erbjöds den även som sedan och kombi, vilka säljs än idag där. I Europa ersattes Corsa B år 2000 av Corsa C, vilken delade många tekniska komponenter med sin föregångare, men hade ett helt nytt utseende.

## Corsa C
Den tredje generationens Corsa introducerades hösten 2000 som årsmodell 2001. Fyra bensinmotorer på mellan 1,0 och 1,8 liter stod till buds, liksom en dieselmotor på 1,7 liter. Modellen fanns som halvkombi med tre eller fem dörrar, samt som sedan i Sydamerika. Corsa C fick en mildare ansiktslyftning hösten 2003 inför årsmodell 2004 och ersattes 2006. Tekniskt delade modellen komponenter med nyttomodellen Combo och mini-MPV:n Meriva.

## Corsa D
Modellen debuterade under sensommaren 2006 och delar bottenplatta med Fiat Grande Punto, Lancia Ypsilon och Fiat Idea. Motorerna är i grunden de samma som för Corsa C, om än något uppgraderade. Corsa D återfinns i två olika karosserier; en coupéliknande tredörrarsversion och som femdörrars halvkombi. Ett udda utrustningstillbehör som erbjuds är den integrerade cykelhållaren Flexfix samt eluppvärmd ratt. 
Corsa D lyckades nästan knipa första platsen i den prestigefulla biltävlingen Årets Bil 2007 men kom två poäng efter vinnaren.

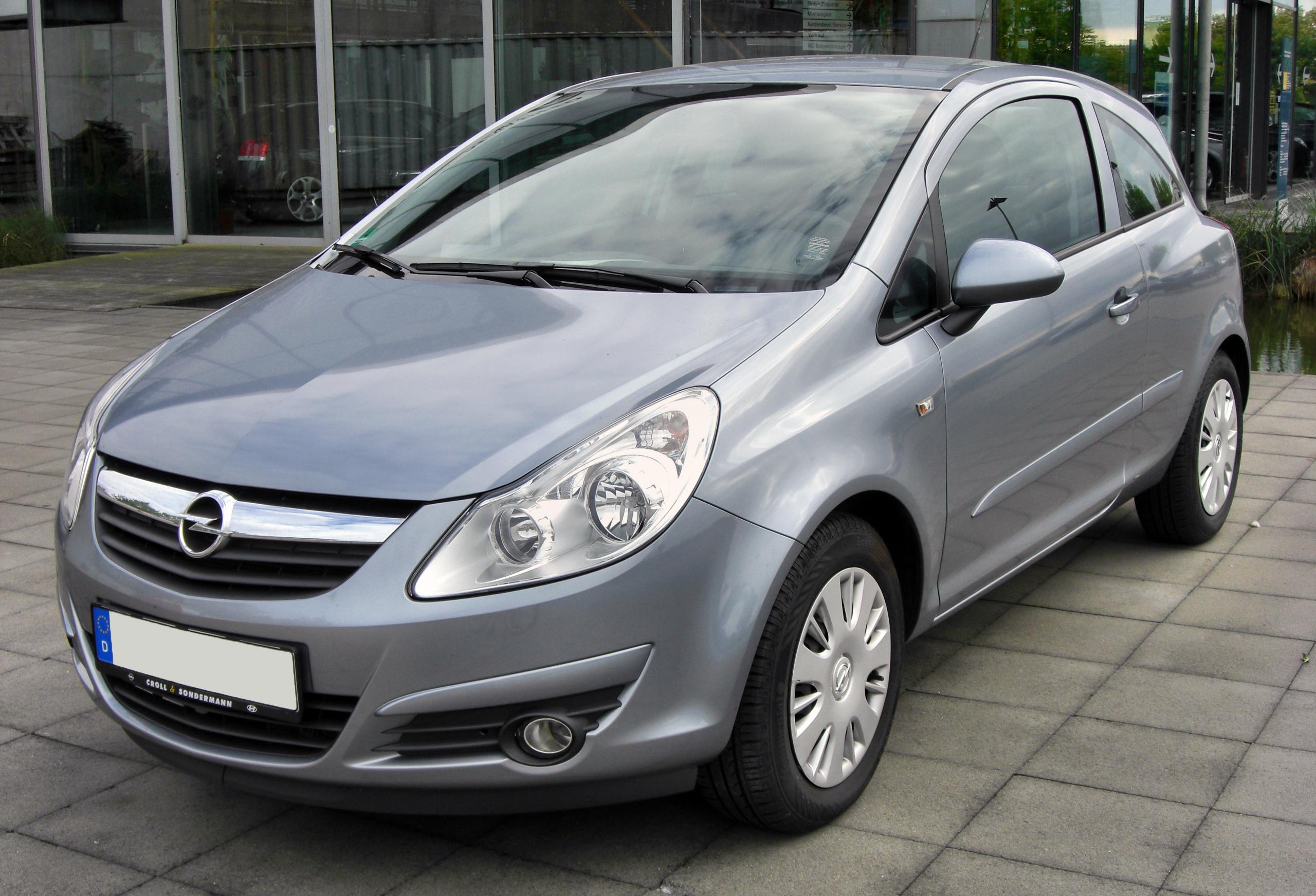
Opel Corsa D 3d-Halvkombi
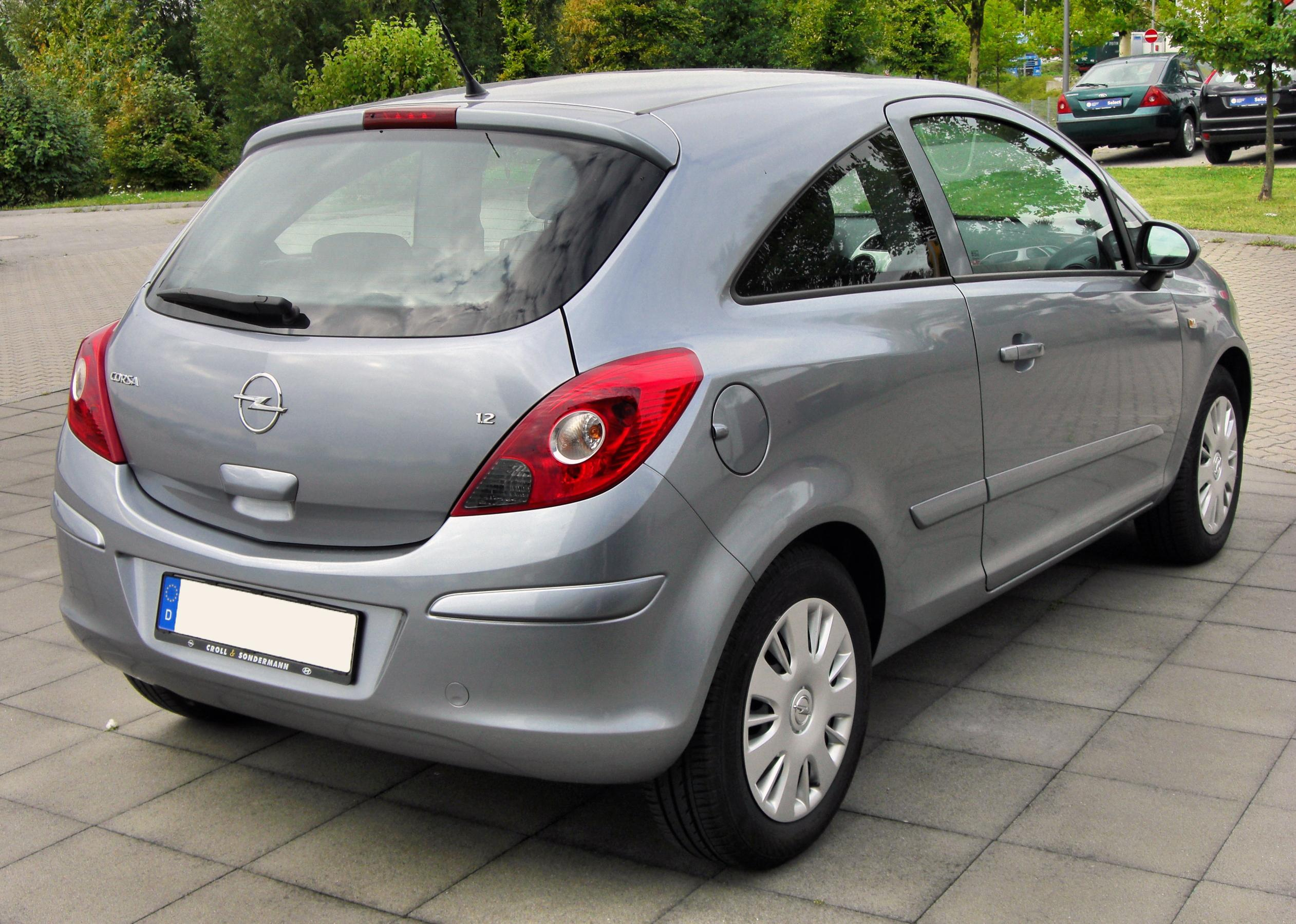
Opel Corsa D 3d-Halvkombi bakifrån
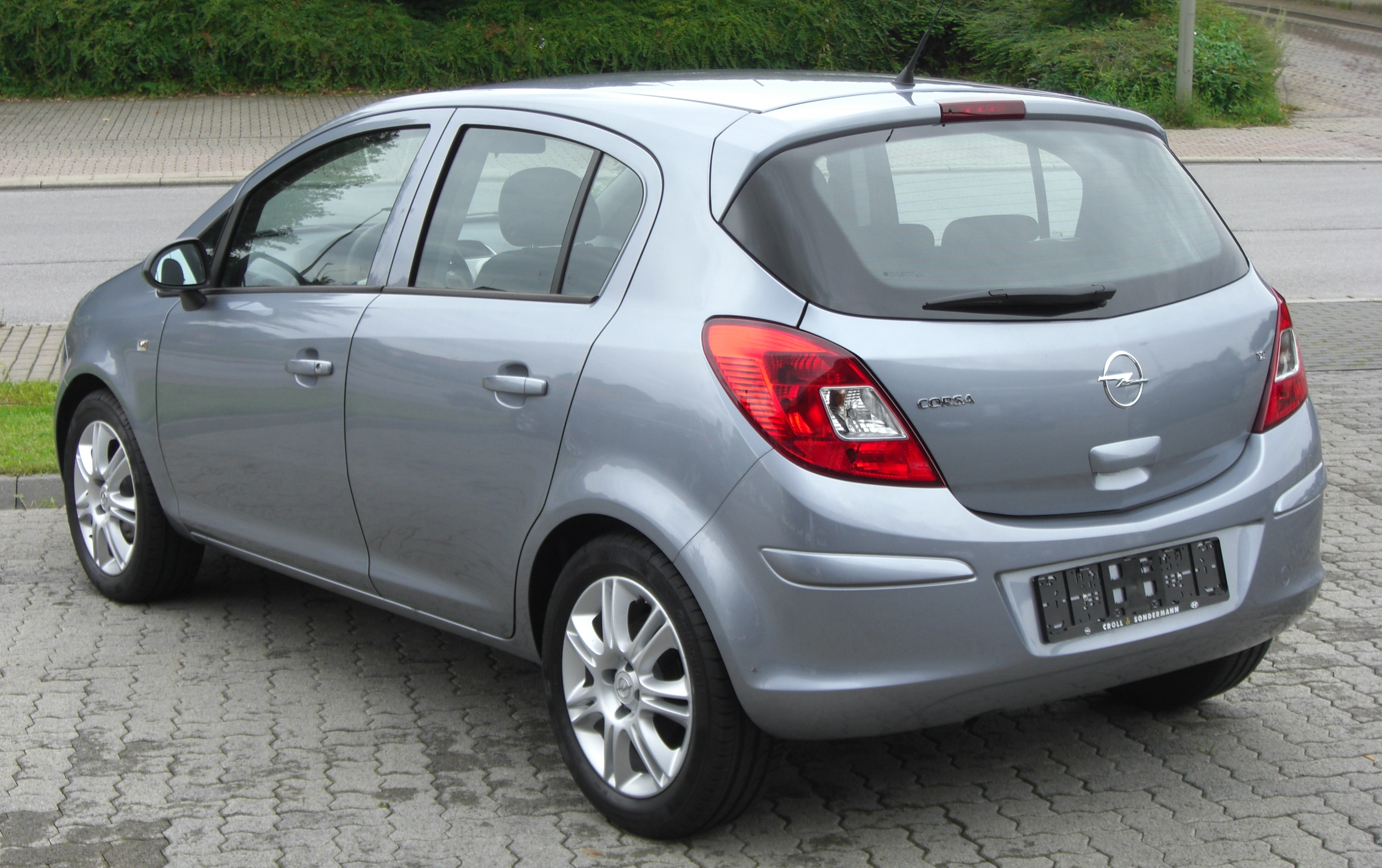
Opel Corsa D 5d-Halvkombi bakifrån
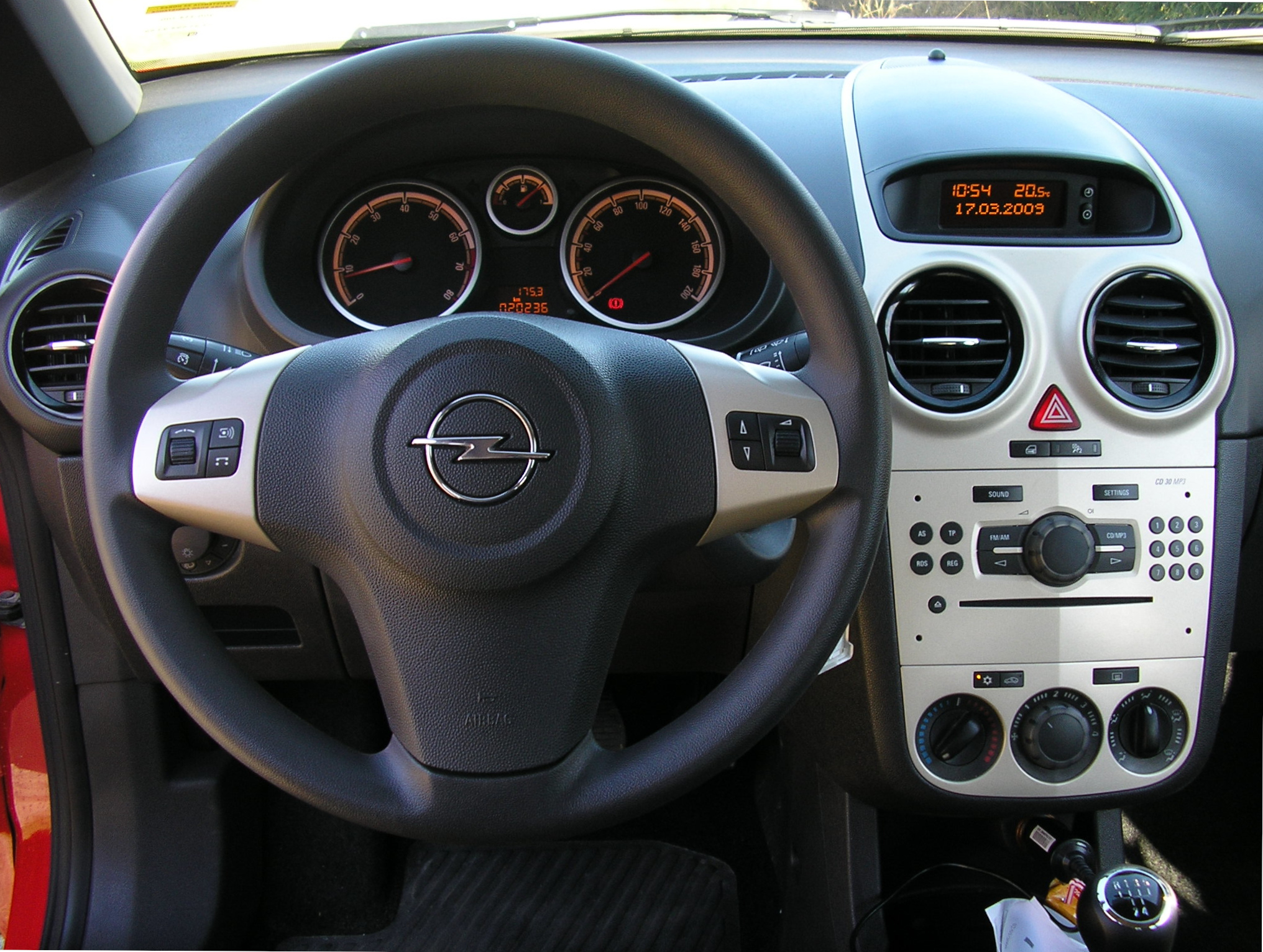
Opel Corsa D Instrumentbräda

## Corsa i olika delar av världen
- Vauxhall Corsa/Nova: Storbritannien
- Opel Corsa: Resten av Europa
- Chevrolet Corsa: Latinamerika
- Chevrolet Barina: Mellanöstern
- Holden Barina: Australien
- Buick Sail/Chevrolet Sail: Kina (endast som sedan)
- Opel Vita: Japan (Toyota hade redan en modell som hette Corsa)

Corsa har byggts på Opels och General Motors fabriker i Eisenach, Tyskland och Zaragoza, Spanien men produceras också i Brasilien, Mexiko, Sydafrika, Indien och Kina.